# شهادة استثمار
شهادة الاستثمار هي الورقة التي تثبت الحق في المبلغ المودع لدى المصرف، والتي تخضع لنظام القرض وللنظم والقوانين الخاصة بها. وتنقسم إلى ثلاثة.

## المزايا المشتركة للشهادات
- الشهادة إسمية ويمكن الشراء بأسماء الغير.
- يمكن الشراء بدون حد أقصى.
- يمكن الشراء وصرف العائد من أي فرع من فروع البنوك.
- الشهادة وما تغله من عائد معفاة من الضرائب على الدخل بالنسبة للأشخاص الطبيعيين.
- يمكن شراء شهادات مشتركة باسم أكثر من شخص طبيعي.
- يتم تجديد الشهادات في تاريخ الاستحقاق تلقائياً ما لم يرد من العميل ما يفيد عدم رغبته في التجديد.
- يمكن حفظها لدى البنك مع إضافة عائدها إلى حساب العميل (الجاري، التوفير، الخاص) دون أي مصاريف.
- يمكن توكيل الغير في صرف العائد أو صرف قيمة الشهادة أو أيهما حسب رغبة العميل.
- يمكن الاقتراض بضمانها بشروط ميسرة وفقاً للقواعد التي يقرها البنك.

## أنواع الشهادات
- الشهادات ذات القيمة المتزايدة: وهي ما يعرف بالمجموعة (أ)، مدتها عشر سنوات، وتستحق فوائدها كل ستة أشهر، ولكن لا يحصل صاحب الشهادة على فوائدها أولا فأول، وإنما تضاف إلى أصل قيمة الشهادة إلى أن تنتهي مدتها، ويحق لصاحب الشهادة استرداد قيمتها بعد مضي خمسة أشهر، وإذا تركها إلى نهاية المدة فإنه يأخذها مضافا إليها الفوائد المركبة التي استحقت على هذه الشهادة.
- الشهادات ذات العائد الجار: وهي ما يعرف بالمجموعة (ب)، ومدتها عشر سنوات أيضا، ويتحصل صاحبها على الفوائد المستحقة كل ستة أشهر أولا فأول، وتظل قيمة الشهادة ثابتة كما هي إلى نهاية المدة التي تبقى فيها.
- الشهادات ذات الجوائز: وهي ما يعرف بالمجموعة (ج) ونظراً لانخفاض قيمة هذه الشهادة يلجأ إليها كثير من الناس الذين لا يجدون أي إغراء في سعر الفائدة على المجموعتين: (أ) (ب) لضآلة مدخراتهم، وصاحب هذه الشهادة لا يحصل على فوائد دورية، ولا على فوائد في نهاية مدتها ـ وهي عشر سنوات أيضا ـ وإنما تحتسب الفائدة المستحقة على جملة رصيد المدخرات لمجموع هذه الفوائد الموظفة بما يتداول لدى الأشخاص - كل ربع سنة مثلا- ويجري سحب علني بالقرعة على أرقام الشهادات، ويصرف لأصحاب الشهادات الفائزة جوائز سخية.

### الشهادات الثلاثية ذات العائد نصف السنوي
1. الشهادة اسمية ومدتها 3 سنوات قابلة للتجديد.
2. تاريخ إصدار الشهادة هو ذاته تاريخ الشراء ويعتبر أساساً لاحتساب تواريخ إستحقاق العائد.
3. تصدر الشهادات بالفئات التالية: 50 - 100 - 500 - 1000 جنيه مصري.
4. لا يجوز استرداد الشهادة قبل مضى 6 شهور من تاريخ الإصدار.
5. في حالة الاسترداد بعد مضى 6 شهور من تاريخ الإصدار وقبل تاريخ الاستحقاق يحتسب عائد مسترد وفقاً لمعدلات الاسترداد المنظمة لذلك ويخصم ما تم صرفه بالزيادة.

### الشهادات الخمسية ذات العائد السنوي
1. الشهادة اسمية ومدتها 5 سنوات قابلة للتجديد.
2. تاريخ إصدار الشهادة هو ذاته تاريخ الشراء ويعتبر أساساً لاحتساب تواريخ إستحقاق العائد.
3. تصدر الشهادة بالفئات التالية: 1000 - 5000 - 10000 جنيه مصري.
4. لا يجوز استرداد الشهادة قبل مضى 6 شهور من تاريخ الإصدار.
5. في حالة الاسترداد بعد مضى 6 شهور من تاريخ الإصدار وقبل تاريخ الاستحقاق يحتسب عائد مسترد وفقاً لمعدلات الاسترداد المنظمة لذلك ويخصم ما تم صرفه بالزيادة.

### الشهادات ذات العائد الشهري لمدة 5 سنوات
1. مدة الشهادة 5 سنوات تبدأ من تاريخ الشراء.
2. تصدر الشهادة بالفئات التالية: 1200 - 6000 - 12000 - 120000 جنيه مصري.
3. تاريخ إصدار الشهادة هو ذاته تاريخ الشراء ويعتبر أساساً لاحتساب تواريخ إستحقاق العائد.
4. لا يجوز استرداد الشهادة قبل مضى 6 شهور من تاريخ الإصدار.
5. في حالة الاسترداد بعد مضى 6 شهور من تاريخ الإصدار وقبل تاريخ الاستحقاق يحتسب عائد مسترد وفقاً لمعدلات الاسترداد المنظمة لذلك ويخصم ما تم صرفه بالزيادة.

### الشهادات ذات العائد الشهري لمدة 7 سنوات
1. مدة الشهادة 7 سنوات تبدأ من تاريخ الشراء.
2. تصدر الشهادة بالفئات التالية: 750 - 1500 - 3000 - 6000 - 15000 - 75000 جنيه مصري.
3. تاريخ إصدار الشهادة هو ذاته تاريخ الشراء ويعتبر أساساً لاحتساب تواريخ إستحقاق العائد.
4. لا يجوز استرداد الشهادة قبل مضى 6 شهور من تاريخ الإصدار.
5. في حالة الاسترداد بعد مضى 6 شهور من تاريخ الإصدار وقبل تاريخ الاستحقاق يحتسب عائد مسترد وفقاً لمعدلات الاسترداد المنظمة لذلك ويخصم ما تم صرفه بالزيادة.

### الشهادات ذات العائد (الشهري/الربع سنوي/نصف السنوي) المتغير لمدة 3 سنوات
1. مدة الشهادة 3 سنوات تبدأ من تاريخ الشراء.
2. تصدر الشهادة بالفئات التالية: 1000 - 5000 - 10000 - 50000 جنيه مصري.
3. الشهادة إسمية ولا تصرف قيمتها أو عائدها الا لصاحبها.
4. لا يجوز استرداد الشهادة قبل مضى 6 شهور من تاريخ الإصدار.
5. في حالة الاسترداد بعد مضى 6 شهور من تاريخ الإصدار وقبل تاريخ الاستحقاق يحتسب عائد مسترد وفقاً لمعدلات الاسترداد المنظمة لذلك ويخصم ما تم صرفه بالزيادة.
6. تسرى على الشهادة معدلات العائد المقررة من البنك لكل كوبون مع حقه في تعديل الكوبونات التالية طبقاً للقرارات التي يصدرها في هذا الشأن.

### شهادات التميز
1. ذات عائد متميز اعتبارا من تاريخ شراء الشهادة يصرف العائد كل 3 أشهر) 10.5 سنويا
2. تصدر الشهادة للأشخاص الطبيعيين.
3. تجدد تلقائياً في تاريخ الاستحقاق ما لم يرد من العميل خلاف ذلك
4. العائد المتعاقد عليه ثابت طوال مدة الشهادة.
5. مدة الشهادة 3 سنوات.
6. يمكن صرف العائد ببطاقات الدفع المجانية.
7. فئة الشهادة 1000 جنية ومضاعفاتها.
8. يمكن الاقتراض بضمان الشهادة.
9. يمكن استرداد قيمة الشهادة بعد مضى 6 شهور.

### شهادات الخير
1. تصدر الشهادة باسم شخص طبيعي أو اعتباري (الواهب) لصالح شخص طبيعي أو اعتباري (الموهوب له) وبناءً على قبوله كتابياً.
2. تصدر الشهادة بالجنيه المصري بفئات مختلفة (500 - 1000 - 5000 - 10000 جنيه مصري).
3. مدة الشهادة 10سنوات تبدأ من تاريخ الشراء.
4. تجدد الشهادة في تاريخ الإستحقاق تلقائياً وبنفس شروطها مالم يرد من الواهب مايفيد عدم رغبته في التجديد.
5. يصرف عائد الشهادة للموهوب له بصفة دورية شهرياً أو كل 3شهور بإضافته إلى حسابه (جاري/ توفير).
6. لا يجوز للواهب المطالبة بما تدره هذه الشهادة من عائد مهما كانت الأسباب.
7. لا يجوز استرداد الشهادة قبل مضى 6 شهور من تاريخ الإصدار.
8. يكون من حق الموهوب له صرف عائد الشهادة طوال مدة الشهادة على ألا يكون له حق إستردادها حال حياة الواهب وطوال مدة الشهادة.
9. للواهب فقط دون ورثته الحق في إسترداد الشهادة بكامل قيمتها في تاريخ الإستحقاق، وفي حالة الاسترداد بعد مضى 6 شهور من تاريخ الإصدار وقبل تاريخ الاستحقاق يحتسب عائد مسترد وفقاً لمعدلات الاسترداد المنظمة لذلك ويخصم ما تم صرفه بالزيادة.

### شهادات الضمان
1. تصدر الشهادة للافراد الطبيعيين فقط لمدد (3 أو5 أو 7) سنوات.
2. فئات تبدأ من 1000 جنية مصرى ومضاعفاتها.
3. يتم تحديد سعر عائد الوعاء الادخاري لجميع المدد في بداية أول يوم عمل من كل شهر.
4. عدم انخفاض سعر العائد الذي يحصل عليه العميل عن الحد الأدنى المضمون للشهادة طوال فترة الإصدار.
5. استفادة العميل بالحد الأدنى المضمون أو العائد المتغير أيهما أعلى لنفس الإصدار.
6. إمكانية شراء الشهادات في اى يوم عمل خلال النصف الأول من الشهر مع احتساب العائد بدءا من النصف الثانى من الشهر.
7. إضافة العائد للحساب الجاري أو التوفير تلقائيا.
8. يتم إصدار كارت للعميل للسحب منة معفى من مصاريف الإصدار للسنة الأولى.
9. لا يجوز استرداد الشهادة قبل مضى 6 شهور من تاريخ الإصدار.
10. يمكن الاقتراض بضمان هذه الشهادات.

### الشهادات الدولارية
1. الشهادة إسمية ولا يجوز التنازل عنها.
2. فئاتها: 500، 1000، 5000،10000 دولار أمريكي.
3. مدة الشهادة 3 سنوات.
4. يصرف العائد كل 6 شهور.
5. يمكن إسترداد الشهادة بكامل قيمتها في أي وقت وفقاً لقواعد الإسترداد المنظمة لذلك.
6. يجرى سحب شهري على الشهادات لكل 500 دولار أمريكي فرصة في السحب بجوائز مجموع قيمتها 290000 دولار أمريكي سنوياً على أن تكون الشهادة الفائزة قائمة ولم تسترد حتى تاريخ السحب.

### الشهادات الإسترلينية
1. الشهادة إسمية ولا يجوز التنازل عنها.
2. فئاتها: 300، 600، 1500، 3000 جنيه إسترليني.
3. مدة الشهادة 3 سنوات.
4. يصرف العائد كل 3 شهور.
5. يمكن إسترداد الشهادة بكامل قيمتها في أي وقت وفقاً لقواعد الإسترداد المنظمة لذلك.

- شهادات اليورو:

1. الشهادة إسمية ولا يجوز التنازل عنها.
2. فئاتها: 500، 1000، 5000،10000 يورو.
3. مدة الشهادة 3 سنوات.
4. يصرف العائد كل 3 شهور.
5. يمكن إسترداد الشهادة بكامل قيمتها في أي وقت وفقاً لقواعد الإسترداد المنظمة لذلك.
6. يمكن الاقتراض بضمانها بذات نفس العملة.

### شهادات الخير الدولارية
1. الشهادة إسمية ولا يجوز التنازل عنها.
2. فئاتها: 500، 1000، 5000،10000 دولار أمريكي.
3. مدة الشهادة 10 سنوات.
4. يصرف العائد شهرياً أو كل ثلاثة أشهر.
5. يمكن إسترداد الشهادة بكامل قيمتها في أي وقت وفقاً لقواعد الإسترداد المنظمة لذلك.

### شهادات المعاملات الإسلامية ذات العائد الربع سنوي
1. الشهادة إسمية ومدتها 3 سنوات قابلة للتجديد.
2. يجوز الشراء بأسماء الغير (بالغين أو قصر).
3. فئات الشهادة 500، 1000، 3000، 5000، 10000 (جنيه مصري / دولار أمريكي).
4. يصرف العائد كل 3 شهور بذات عملة الشهادة ويحدد وفقاً لنتائج الأعمال التي تظهرها المراكز المالية لفروع المعاملات الإسلامية.
5. يمكن لصاحب الشهادة الحصول على قرض حسن بضمانها.

- شهادات المعاملات الإسلامية ذات العائد الشهري:

1. الشهادة إسمية ومدتها 5 سنوات قابلة للتجديد.
2. يجوز الشراء بأسماء الغير (بالغين أو قصر).
3. فئات الشهادة 1000، 3000، 5000، 10000، 50000 (جنيه مصري / دولار أمريكي).
4. يصرف العائد شهرياً بذات عملة الشهادة ويحدد وفقاً لنتائج الأعمال التي تظهرها المراكز المالية لفروع المعاملات الإسلامية.
5. يمكن لصاحب الشهادة الحصول على قرض حسن بضمانها.

- شهادات الخير للمعاملات الإسلامية ذات العائد (الشهري/الربع سنوي):

1. الشهادة إسمية تصدر بناءً على طلب شخص طبيعى أو إعتبارى (الواهب) ولصالح شخص طبيعى أو إعتبارى (الموهوب له) وبناءً على قبوله كتابياً.
2. مدة الشهادة عشر سنوات تبدأ من تاريخ الشراء.
3. فئات الشهادة 500، 1000، 5000، 10000 (جنيه مصري / دولار أمريكي).
4. يصرف عائد الشهادة للموهوب له شهرياً أو كل ثلاثة أشهر بإضافته إلى حسابه (الجاري / التوفير / الخاص).